# قومس

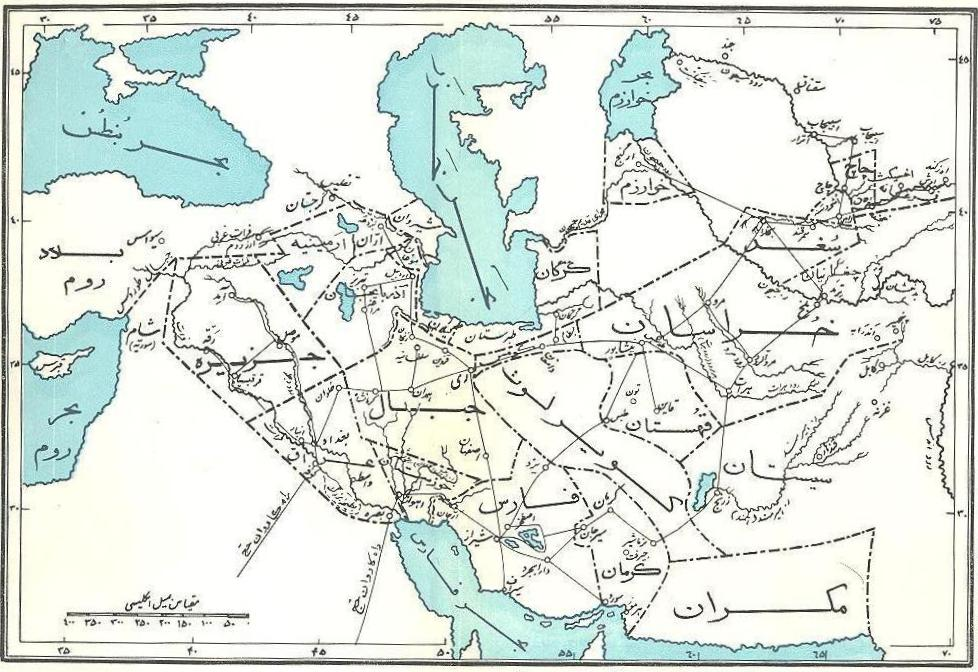
موقعیت کومس در نقشه ایران در عصر خلفای عباسی برگرفته از کتاب جغرافیای تاریخی سرزمین‌های خلافت شرقی

کومِش، کومِس، قومِش یا قومِس، نام یکی از ایالت‌های کهن ایران است که امروزه، استان سمنان محدودهٔ آن سرزمین باستانی را دربرگرفته است. البته شهر دامغان که در مسیر راه ابریشم بوده است و در شمال شرق ایران جای دارد، را نیز هکتام پلیس یا شهر صددروازه می‌دانستند.
سرزمین «کومس» که حدود آن را از گرمسار تا بیارجمند می‌دانند، سرزمینی است که در شمال ایران و در شرق ری واقع بوده است.
شاهراه بزرگ خراسان که از ری، در ناحیه جبال می‌آمد و به نیشابور در خراسان منتهی می‌گردید از سراسر ایالت قومس می‌گذشت و همه شهرهای مهم قومس سر این راه واقع بود. جغرافی‌نویسان عرب بخشی از شاهراه بین آبادی‌های کنونی عباس‌آباد و لاسگرد دهستانی در شهرستان سرخه را جزء ولایت جداگانه‌ای به نام قومس دانسته‌اند.

## تاریخچه

### بنای اولیه کومش
بنا به روایت کتاب «شهرستان‌های ایرانشهر ترجمه صادق هدایت «کومش پنج برج را آژی دهاک پیشوای جادوگران (مغان) بنا کرد که نشیمنگاه پهلویان بود» این روایت باستانی نشان می‌دهد بنیانگذار شهر کومش آژی دهاک پیشوای مغان (جادوگران) بوده است و ضمناَ پارتیان (پهلویان – اشکانیان) در ایالت کومش می‌زیسته و آنرا به پایتختی برگزیده اند. تأسیس شهر سمنان به دست تهمورث دیوبند از پادشاهان پیشدادی انجام گرفته است "شهر سمنان در نقشه جغرافیای بطلمیوس به نام سمینا در ایالت پارت ثبت شده است

### کومس دوره کیانیان
بنا به روایات تاریخی، کومش چهاردهمین ایالت تاریخی «ورن» (ورنه) از تقسیمات شانزده‌گانه اوستایی در دوران باستان بوده است. این منطقه در طی دوران حکومت مادها و هخامنشیان با نام «کومیسنه» (کومس) یا «کومیشان» (کومش) شناخته می‌شده و بخشی از ایالت بزرگ «پارت» (پَرتَو) به‌شمار می‌رفته است.
به نظر پژوهشگران اوستا سرزمین کومش (دامنه‌های جنوبی البرز بین ری تا شاهرود) مرکز حکومت سلسله محلی کیانیان بوده است و چون ویشتاسب پادشاه محلی این ناحیه دین زرتشت را پذیرفت در اساطیر و روایات ملی و مذهبی ایران جایگاه ویژه‌ای یافته‌اند به ویژه آنکه جنگ نهائی بین ویشتاسب پادشاه کیانی و ارجاسب تورانی در کومش اتفاق افتاده است. همچنین در مورد جنگ کومش و اهمیت آن در اساطیر و تاریخ ایران آمده است: دنباوند کوه آنکه بیوراسب بدو بسته شده است از همان پتشخوار (جبال البرز) است نیز کوه کومش و گرگان بدان پیوسته است – که کوه کومش را که کوه «آمد به فر فریاد» خوانند آنست که ویشتاسب، ارجاسب را بدان شکست داد کوه میاندشت از آن کوه‌ها گسسته است گوید: به کارزار دین چون شکست بر ایرانیان رسید کوه کومش از آن کوه‌ها بگسست میان دشت فرو افتاد و ایرانیان به یاری آن رهائی یافتند و آن را آمد به فریاد خواندند. دربارهٔ کیانیان اینکه اسطوره بوده‌اند یا تاریخ واقعیت این است که به تاریخ نزدیک‌ترند به موجب پژوهش‌های مورخین اروپایی و آمریکایی از جمله آرتور کریستن‌سن، هرتسفلد، اومستد و … کیانیان سلسله‌ای از امیران ناحیکیه جنوبی البرز بوده‌اند و محل حکومت آنان از شمال به مرز مازندران و گرگان (کوه‌های رشته‌کوه البرز) و از مشرق به خاور شاهرود فعلی و از غرب تا ری فعلی را در بر می‌گرفته است. حکومت کیانیان با کیقباد آغاز می‌شود که در البرزکوه می‌زیست و رستم او را یافت و به کمک رستم به پادشاهی رسید پس از او کیکاووس و آنگاه کیخسرو به پادشاهی رسیدند کیخسرو در پایان عمر از پادشاهی کناره گرفت و به جای او لهراسب که پهلوانی وارسته بود به پادشاهی رسید که از خاندان سلطنتی کیانی نبود. لهراسب نیز بعد از مدتی کناره گرفت و پادشاهی را به فرزندش ویشتاسب واگذار کرد در پادشاهی ویشتاسب، زرتشت با او ملاقات کرد و ویشتاسب به دین بهی درآمد. در دوره ویشتاسب جنگ‌های شدید بین ایرانیان زرتشتی و ارجاسب پادشاه تورانیان درمی‌گیرد و سپاه تورانیان یعنی فرزندان تورج شامل خیونان یعنی مردم آسیای‌میانه می‌شده است. جنگهای مذکور عمدتاً با شکست ایرانیان پیش می‌رود تا آنکه در جنگل سپید از ناحیه پتشخوار در کوه‌های کومش جنگ نهایی اتفاق می‌افتد. در این جنگ سپاه ایران شکست خورده و درحال پراکندگی و از هم پاشیدگی بوده‌اند که به ناگاه معجزه‌ای اتفاق می‌افتد کوه کگمش با صدای مهیبی از هم می‌پاشد و قطعات آن به اطراف (میان دشت) پراکنده می‌شود تورانیان و خیونان که بیابانگردان ساده‌دل و بدوی بوده‌اند به تصور معجزه و خشم خداوند از ترس گریخته و سپاه شکست خورده ایران به پیروزی غیرمنتظره نهائی دست یافت. چون پیروزی نهائی ایرانیان به کمک معجزه کوه کومش بدست آمده طبیعتاً محل آن معجزه حالت تقدس یافته و مورد احترام مذهبی واقع شده است. در پی آن ویشتاسب دستور می‌دهد که آتشکده‌هایی بسازند و پادشاهان بزرگ را به «دین بهی» فرا می‌خواند و برای هر کدام از پادشاهان یک مغ با نسخه‌ای از اوستا می‌فرستد تا آنان را به «دین بهی» رهنمون کنند.
این مطلب در دینکرت بندهشن و متون وابسته به اوستا تکرار و تأیید شده و تکرار متواتر آن به دلیل اهمیت آن در میان زرتشتیان بوده است.

### کومس دوره اشکانیان
کنت کورث (مورخ قرن اول میلادی) و پلوتارک (مورخ یونانی قرن اول) و آرین (مورخ یونانی قرن دوم میلادی) می‌نویسند «در زمان اشکانیان در مکانی که داریوش سوم هخامنشی بدست سرداران خود کشته شد شهری بنا کردند که دارا نام داشت».
به نوشته ژوستن مورخ فتوحات اسکندر مقدونی، «داریوش سوم هخامنشی در محلی کشته شد که دارا یا سارا یا چارا نام داشت و قلعه دارا که تیرداد ساخت و پایتخت قرار دارد در مقتل او بود».
به روایت تاریخ قیام پارتیان علیه سلوکیان در هکاتوم پیلوس یا صددروازه شکل گرفت و پیروزی ارزشمند اشک بر فرکلس حاکم هکاتوم پیلوس در همان‌جا اتفاق افتاده - پس از آن در جنگ‌هائی که در همین شهر اتفاق افتاده ارشک کشته شد و فرمانروایی به تیرداد برادر ارشک رسید – تیرداد در جنگی سرنوشت‌ساز سلوکوس را شکست داد – در این جنگ تعداد سپاهیان سلوکوس بیست برابر سپاه تیرداد بوده و این پیروزی باعث قدرت یافتن اشکانیان از نظر روحی شده است – سلوکیان به جانب ری گریختند – تیرداد به جای تعقیب دشمن شکست خورده به تحکیم مواضع خود پرداخت و ظرف چند سال دژ دارا را بنا کرد – قلعه‌های بسیار در کوه‌ها (به ویژه البرز) ساخت. شهر صددروازه در ناحیه دامغان امروزی دست کم دویست سال پایتخت اشکانیان و پادشاهان بزرگی همچون مهرداد یکم بوده و در دوره گودرز یکم با تصرف میانرودان و بنا به ضرورت تیسفون را پایتخت زمستانه خود انتخاب کردند و پس از آن صد دروازه کومش و تیسفون از بزرگ‌ترین شهرهای قلمرو اشکانیان بوده است.

### کومس دوره ساسانیان
گمش، قومس و کمش که در کتاب سبئوس، ص ۶۱ و ۶۵ نیز به همین نام است، به عربی قومس و پارسی کومس است. این استان که پایتخت قدیمی‌تر پارتها، هکاتوم پولیس در آن قرار داشته از قدیم الایام به استان پارت‌ها تعلق داشت، و به روایت سبئوس، همان سرزمینی است که پارت‌ها یا پهلو از آن برخاسته اند. در این سرزمین که اشکانیان تقسیم‌بندی استانهای سلوکیان را اقتباس کرده بودند، کومش یکی از شش استانی محسوب می‌شد که به ساتراپ قدیمی پارت‌ها تجزیه شد و زمانی که بهرام چوبین از دست (خسرو پرویز) در فرار بود و به این محل روی آورده بود، مقر قارن‌وندها و اسپاهپت خراسان بود، و همچنین مقر پیروز وستهم، پسر اسپراپت شپوه محسوب می‌شد که پس از شکست بهرام چوبین، به ولایت خراسان، کومش، گرگان و طبرستان منصوب شد. او پس از کشته شدن برادرش وندوی، خود را در اینجا به عنوان پادشاه نامید. لازم است ذکر شود که شهر بسطام در قسمت شمالی شاهرود، از بناهای اوست. کومش پهلو سرزمین موروثی خاندان پارتی «خاندان مهران» بود که به شاخه اسپراپت تعلق داشته و آن طور که از کتاب سیئوس، ص ۳۶ استنتاج می‌شود، او (هرمزد شاه چهارم) همه حکمرانان و بزرگان و خاندان نجبا را از حاکمیت بر ایران دور ساخت، او اسپراپت‌های بزرگ، روده و مهلوه را که از پسر آنکه مقتول بود، به قتل رساند، همچنین وی آمن‌ها را از چنگ قاتل خسرو، پادشاه ارمنستان رها کرد و به جانب حاکم نشین ایرانی در نواحی مرزی روان ساخت و الطاف پادشاهی را که به (پدر انک) قول داده بود، نسبت به خود او (پسر انک) برآورده کرد، به طوری که دوباره به او حق موروثی پهلو (پارتی) را بازگرداند

### قاجاریه و پهلوی
در زمان قاجاریه، شهر دامغان مرکز سرزمین کومش، قومس بود. نام جغرافیایی قومس تا اواخر دوران قاجاریه بر سر زبان‌ها بود. جندق و خور و بیابانک در سال ۱۲۴۰ق تابع ایالت قومس (جاجرم، داورزن، مزینان، سبزوار سمنان و سرخه و شاهرود و دامغان) شد و در سال ۱۳۳۷ق از آن جدا گردید.
در آغاز سال ۱۳۴۰ هجری شمسی در زمان نخست‌وزیری دکتر علی امینی و وزارت کشور سپهبد عزیزی، به پیروی از سنت تاریخی، طبق تصویب‌نامه هیئت وزیران، ایالت کومش (شامل دامغان، سمنان، شاهرود، سرخه، بسطام و گرمسار) و جنوب طبرستان یعنی سنگسر، شهمیرزاد و روستاهای تابعه آنها) از نظر تقسیمات کشوری به نام فرمانداری کل سمنان نامگذاری شد. مرکز حکومت آن نیز در شهر سمنان تعیین و مستقر گردید.

## زبان قومس
مقدسی در قرن چهارم می‌نویسد: زبان مردم گرگان و قومس باهم قرابت دارد و مردم آنجا «ه» را زیاد به کار می‌برند و می‌گویند «هاکن» و «هاده» و زبان مردم طبرستان بدان نزدیک است مگر آنکه در آن عجله و شتابناکی هست. زبان مردم دیلم پیچیده و برعکس است و گیلانیان «خ» را زیاد استعمال کنند.